# 영화가 좋다
《영화가 좋다》는 KBS 2TV에서 매주 토요일 오전 10시 10분에 방송되는 영화정보 프로그램이다.

## 역사
이 프로그램은 당초 매주 토요일 오전 11시 20분에 방송되어 왔지만 일요일 아침드라마 《최강 울엄마》가 제작비 압박의 이유로 25회 만에 조기종영되자 2007년 9월 2일부터 매주 일요일 아침 8시 55분으로 옮겨갔으나 시청률 부진을 면치 못하여 같은 해 2007년 11월 10일부터 매주 토요일 오전 11시 20분에 방송되었으며, 2019년 10월 5일부터 매주 토요일 오전 10시 25분에 옮겨갔으나 현재 매주 토요일 오전 10시 20분에 방송 중이다. 영화정보 프로그램 중 유일무이하게 전국적으로 일제히 송출되는 방송이자 중간광고를 포함하고 있으며 두 번째 남자 MC였던 지현우가 KBS 외부 진행자들을 내부 MC로 교체한 2009년 봄 개편에 맞춰 빠진 뒤 아나운서가 진행을 맡고 있다.

## 기획 의도
신작과 구작을 아우르는 다양한 영화 소개를 통해 시청자들에게 영화 속의 숨은 재미와 유익한 정보를 제공하는 영화정보 프로그램이다.

## 방송 시간
| 방송 채널 | 방송 기간                           | 방송 시간                              | 비고         |
| --------- | ----------------------------------- | -------------------------------------- | ------------ |
| KBS 2TV   | 2006년 11월 25일 ~ 2007년 8월 25일  | 매주 토요일 오전 11시 10분 ~ 12시 10분 |              |
| KBS 2TV   | 2007년 9월 2일 ~ 2007년 11월 4일    | 매주 일요일 아침 8시 55분 ~ 9시 55분   |              |
| KBS 2TV   | 2007년 11월 10일 ~ 2008년 11월 15일 | 매주 토요일 오전 11시 20분 ~ 12시 30분 |              |
| KBS 2TV   | 2008년 11월 22일 ~ 2009년 4월 18일  | 매주 토요일 오전 10시 30분 ~ 11시 25분 |              |
| KBS 2TV   | 2009년 4월 25일 ~ 2009년 10월 17일  | 매주 토요일 오전 10시 45분 ~ 11시 45분 |              |
| KBS 2TV   | 2009년 10월 24일 ~ 2010년 5월 8일   | 매주 토요일 오전 10시 30분 ~ 11시 30분 |              |
| KBS 2TV   | 2010년 5월 15일 ~ 2011년 5월 28일   | 매주 토요일 오전 10시 35분 ~ 11시 35분 |              |
| KBS 2TV   | 2011년 6월 4일 ~ 2013년 10월 19일   | 매주 토요일 오전 10시 5분 ~ 11시 5분   |              |
| KBS 2TV   | 2013년 10월 26일 ~ 2014년 10월 4일  | 매주 토요일 오전 10시 10분 ~ 11시 10분 |              |
| KBS 2TV   | 2022년 ~ 2023년 3월 25일            | 매주 토요일 오전 10시 10분 ~ 11시 20분 |              |
| KBS 2TV   | 2014년 10월 11일 ~ 2015년 4월 4일   | 매주 토요일 오전 10시 ~ 11시 10분      |              |
| KBS 2TV   | 2023년 4월 1일                      | 매주 토요일 오전 10시 ~ 11시 10분      | [ 6 ]        |
| KBS 2TV   | 2024년 9월 21일                     | 매주 토요일 오전 10시 ~ 11시 10분      |              |
| KBS 2TV   | 2015년 4월 11일 ~ 2019년 9월 28일   | 매주 토요일 오전 10시 20분 ~ 11시 30분 | [ 7 ] [ 8 ]  |
| KBS 2TV   | 2019년 10월 5일 ~ 2020년 7월 4일    | 매주 토요일 오전 10시 25분 ~ 11시 35분 | [ 9 ] [ 10 ] |
| KBS 2TV   | 2021년 12월 11일                    | 매주 토요일 오전 10시 25분 ~ 11시 35분 |              |
| KBS 2TV   | 2020년 7월 11일 ~ 2021년 12월 4일   | 매주 토요일 오전 10시 5분 ~ 11시 15분  |              |
| KBS 2TV   | 2023년 6월 3일 ~ 2024년 8월 10일    | 매주 토요일 오전 10시 5분 ~ 11시 15분  | [ 11 ]       |
| KBS 2TV   | 2024년 9월 14일                     | 매주 토요일 오전 10시 5분 ~ 11시 15분  | [ 12 ]       |
| KBS 2TV   | 2024년 8월 17일 ~ 현재              | 매주 토요일 오전 11시 50분 ~ 오후 1시  | [ 13 ]       |

## 역대 MC
| 대수 | 진행자 | 진행자        | 진행 기간                          | 비고          |
| 대수 | 남성   | 여성          | 진행 기간                          | 비고          |
| ---- | ------ | ------------- | ---------------------------------- | ------------- |
| 1대  | 빈칸   | 황수경        | 2006년 11월 25일 ~ 2008년 3월 1일  |               |
| 2대  | 성시경 | 조수빈        | 2008년 3월 8일 ~ 2008년 6월 7일    | [ 15 ]        |
| 3대  | 지현우 | 조수빈        | 2008년 6월 14일 ~ 2008년 11월 15일 |               |
| 4대  | 지현우 | 박사임        | 2008년 11월 22일 ~ 2009년 4월 18일 | [ 17 ]        |
| 5대  | 전현무 | 박사임        | 2009년 4월 25일 ~ 2011년 11월 5일  |               |
| 6대  | 도경완 | 차다혜 이현주 | 2011년 11월 12일 ~ 2012년 5월 12일 |               |
| 7대  | 조우종 | 유지원        | 2012년 5월 19일 ~ 2013년 4월 6일   |               |
| 8대  | 조충현 | 유지원        | 2013년 4월 13일 ~ 2017년 3월 4일   |               |
| 9대  | 조충현 | 이지연        | 2017년 3월 11일 ~ 2019년 5월 4일   | [ 23 ] [ 24 ] |
| 10대 | 오승원 | 이지연        | 2019년 5월 11일 ~ 2021년 2월 20일  | [ 26 ]        |
| 11대 | 오승원 | 박소현        | 2021년 3월 6일 ~ 2022년 5월 14일   | [ 28 ]        |
| 12대 | 이재성 | 박소현        | 2022년 5월 21일 ~ 2024년 9월 28일  | [ 30 ] [ 31 ] |
| 13대 | 빈칸   | 최강희        | 2024년 10월 5일 ~ 현재             |               |

## 패널 - 도도한 영화
| 역대 | 진행자 | 진행 기간                          |
| ---- | ------ | ---------------------------------- |
| 1대  | 김도연 | 2021년 3월 13일 ~ 2022년 12월 17일 |
| 2대  | 이윤정 | 2022년 12월 31일 ~ 2023년 2월 18일 |
| 2대  | 이윤정 | 2023년 6월 17일 ~ 현재             |

## 슬로건
| 연도            | 슬로건                                |
| --------------- | ------------------------------------- |
| 2009년 ~ 2012년 | 토요일이 좋다 영화가 좋다             |
| 2012년 ~ 2024년 | 영화를 고르는 탁월한 시선 영화가 좋다 |

## 구성

### 현재
- 달콤 살벌한 강희씨네
- 새로고침
- 오늘 뭐볼까?
- 1+1
- 숨은보석찾기

### 과거
- 영화보고서 TOP7
- 친절한 기리씨
- 이주의 Pick up
- 월드프리미어
- 영화광 미스터노이즈
- 이 영화
- 신작의 로
- 아찔한 평가단
- 여자는 무엇으로 사는가
- 추억의 부스러기 (구 : 걸작의 부스러기)
- 음악이 있는 클로징
- 신작DVD
- 신작의 힘
- 후
- 여자 통하였느냐?
- 이 영화 알만하다
- 오발탄을 쏴라
- 수다남녀
- 영화 MV
- 별이야기
- 매질사례
- 개봉벽두
- 이 한편의 영화
- 말 많은 영화보기
- Melody Fair
- 영화가 좋다 + ∝
- 현장카메라 생
- 그들만의 인터뷰
- 영화왈曰
- 떴다! 수다자매 (출연 : 강유미 & 신고은)
- 영화오락실
- 모든것은 그렇게 시작되었다
- Most
- 3막 6장
- 극장전
- 전현무의 별책부록
- Coming soon
- 영화를 털어라
- 무슨 영화를 보겠다고?
- 동시상영관 핑퐁
- 그녀와의 인터뷰
- 전현무의 마구인터뷰
- 찾아가는 영화관
- 신작열전
- 전씨네 인터뷰
- 심현섭의 호기심백서
- 이 영화를 주목하라
- 동시상영관
- 팝콘박스
- 영화야 놀자
- 그들만의 뒷담화
- 라인업
- M - OST
- 개봉박수
- 사운드오브무비
- 철두철미한 원효씨 (출연 : 김원효)
- 인터뷰
- 의문이 있는 영화 W
- 신작업데이트 원신, 원컷
- 지구영화보고서
- 나는 영화인이다
- 보자마자 리뷰
- 김기리의 기리(길이)남을 영화
- 친절한 영화사전
- 귀로 감상하는 영화-영화귀감
- 영화가 좋다 특별기획
- 사운드 오브 무비 <영.화.귀.감>
- 김기리의 이 영화 어때?
- 기자들의 리뷰
- 충무로 톡톡톡
- 영화속 별별이야기
- 개봉박두
- 그때 그영화
- 화들作
- 영화 통
- 영화 음악에 빠지다
- 귀를 귀울리면
- 초이스팸플릿
- 영화 불러주는 남자 (출연 : 정동하)
- 궁금증클리닉
- 무비까톡
- 기대작
- 그남자 그여자 그리고 음악 (출연 : 홍대광)
- 플레이 리스트
- 요주의 픽 (구 : 신작업데이트)
- 아찔한 인터뷰 (가끔나옴)
- 소문의 시작
- 도도한 영화
- 한국인이 사랑한 우리영화
- 리뷰왕 김종구
- 영화 읽어드립니다
- 개봉전야

## 결방 사유 및 편성 변경

### 2021년
- 7월 31일 ~ 8월 7일 : 《2020 도쿄 하계 올림픽》 중계방송으로 인한 결방

### 2023년
- 9월 30일 : 추석 연휴로 인해 《2022 항저우 아시안 게임》 중계방송으로 인한 결방

### 2024년
- 2월 10일 : 설 특집으로 방송

## 타이틀 변천사
| 기수 | 타이틀           | 방송 기간                           |
| ---- | ---------------- | ----------------------------------- |
| 1기  | 시네마 데이트    | 1997년 5월 24일 ~ 2001년 4월 29일   |
| 2기  | 영화 그리고 팝콘 | 2001년 5월 6일 ~ 2002년 10월 27일   |
| 3기  | 토요 영화 탐험   | 2003년 12월 20일 ~ 2006년 11월 18일 |
| 4기  | 영화가 좋다      | 2006년 11월 25일 ~ 현재             |

## 경쟁 프로그램
- 출발! 비디오 여행 (MBC TV)
- 접속! 무비월드 (SBS TV)